# 1441 Bolyai
1441 Bolyai eller 1937 WA är en asteroid i huvudbältet, som upptäcktes den 26 november 1937 av den ungerska astronomen György Kulin i Budapest. Den har fått sitt namn efter den ungerska matematikern Farkas Bolyai.
Asteroiden har en diameter på ungefär 14 kilometer.